# Diplectria barbata
Diplectria barbata là một loài thực vật có hoa trong họ Mua. Loài này được (Wall. ex C.B. Clarke) Franken & Roos mô tả khoa học đầu tiên năm 1978.